# Corydalis esquirolii
Corydalis esquirolii är en vallmoväxtart som beskrevs av H. Lév.. Corydalis esquirolii ingår i släktet nunneörter, och familjen vallmoväxter. Inga underarter finns listade i Catalogue of Life.